# سرمایه‌گذار فرشته

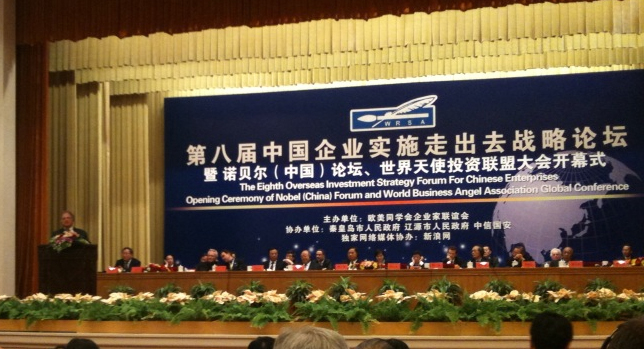
یک نوع سرمایه‌گذاری فرشته

سرمایه‌گذار فرشته، (به انگلیسی: Angel investor) سرمایه‌گذاری است که سرمایه یک یا چند شرکت نوپا را فراهم می‌کند. بر خلاف یک شریک، سرمایه‌گذار فرشته به ندرت در مدیریت شرکت دخالت می‌کند.
پس از اینکه سرمایه‌گذاری مرحله کشت ایده به نتیجه رسید و یک کسب‌وکار شکل گرفت، نوبت به مرحله دوم سرمایه‌گذاری می‌رسد. در این مرحله سرمایه‌گذاران فرشته وارد کسب‌وکار می‌شوند. میزان سرمایه‌گذاری آن‌ها اغلب به ۱ تا ۲ میلیون دلار می‌رسد و سرمایه‌ها بیشتر شخصی می‌باشد.
در ایالات متحده آمریکا در سال ۲۰۱۰ اشخاص سرمایه‌گذار پشتیبان حدود ۲۰ میلیارد دلار را در ۶۱٫۰۰۰ شرکت نوپا سرمایه‌گذاری نموده‌اند. این میزان سرمایه‌گذاری توسط اشخاص حقیقی نشان از اهمیت و عمق موضوع در فرهنگ کسب و کار آن کشور دارد.
آنها گاهی کارآفرینان یا مدیرانی بازنشسته می‌باشند. طبق آمار سال ۲۰۰۷ آمریکا حدود ۲۸۵٫۰۰۰ سرمایه‌گذار فرشته در این کشور وجود داشته‌است. سرمایه‌گذاران فرشته دارای انجمن‌ها، اتحادیه‌ها، دفاتر کاری گروهی و شخصی می‌باشند. آن‌ها گاهی افراد شناخته شده صنعت می‌باشند، که در جستجوی سرمایه‌گذاری بر روی شرکت‌های آینده‌دار هستند.